# Heidi Grande Røys
Heidi Grande Røys, née le 6 mai 1967 à Bremanger (Comté de Sogn og Fjordane), est une femme politique norvégienne, ministre des Réformes et de l'Administration publique de Norvège de 2005 à 2009.

## Biographie
De 1991 à 2001, elle est membre du conseil municipal de la ville de Flora dans le comté de Sogn og Fjordane tout en occupant un poste d'institutrice de maternelle dans la ville.
Lors des élections législatives norvégiennes de 2001, elle est élue au Storting en tant que représentante du comté de Sogn og Fjordane sous la bannière du Parti socialiste de gauche. Pendant son mandat, elle est membre du Comité des procurations ainsi que du Comité des finances.
À la fin de son mandat, elle est nommée Ministre des Réformes et de l'Administration publique lors de la formation du gouvernement Stoltenberg II le  17 octobre 2005. Elle est également Ministre de la Coopération nordique. Elle perd son poste lors du remaniement du 20 octobre 2009 au profit de Rigmor Aasrud.